# Nyalóka
A nyalóka fa, papír vagy műanyag pálcikára rögzített cukorka, melyet különféle ízekben és formákban lehet kapni. Általában szopogatni, illetve nyalogatni szokták; a magyar elnevezése is innen ered.

## Gyártása

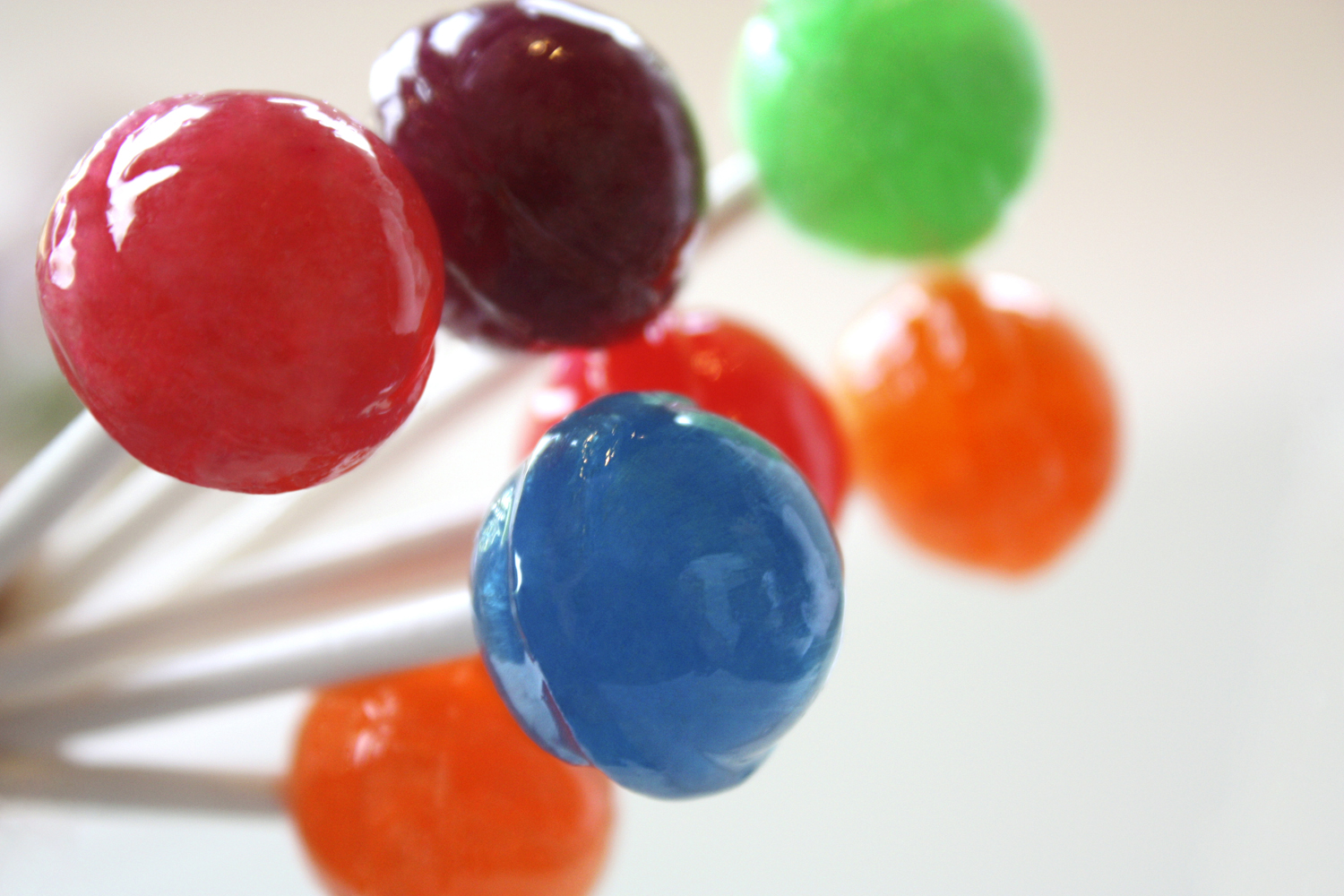
Gömb alakú nyalókák

A mai, gyárban készült nyalókák fő összetevője a cukor és a kukoricaszirup. A cukrot meleg vízben feloldják, majd a kukoricasziruppal összekeverve felmelegítik, körülbelül 109 °C-ra, majd vákuum alatt tovább főzik 143 °C-on, hogy lecsökkentsék a nedvességtartalmát. Egy-egy ilyen főzőtartály kb. 68 kg nyalóka-alapanyagot képes készíteni. Miután a cukorka megfelelő sűrűségű, hozzáadják a folyékony halmazállapotú színezéket és ízesítőt, valamint citromsavat vagy almasavat, melyeket ízfokozóként használnak: a citromsav a citrusos ízű nyalókák ízvilágát hangsúlyozza, illetve csökkenti az édes íz mértékét, az almasavat pedig a nem citrusos ízvilágú nyalókák ízének kihozására használják. Ezután alaposan összekeverik a masszát, a gép olyan módon kezeli, amely az emberi kéz dagasztó mozdulatait utánozza. Az eljárás során a masszából kipréselődnek a levegőbuborékok. Ha a massza megfelelő állagú, formázzák, pálcikákra adagolják és lehűtik, majd csomagolják.
Egyes gyári nyalókák műanyag pálcikájának alján vágott lyuk található, melynek magyarázata, hogy a massza itt befolyik a résbe, és megszilárduláskor segít a nyalókagömbnek szilárdan a pálcikán maradni.

## Története
A nyalóka feltalálásának történetét nehéz kibogozni, valószínűleg a történelem során sokszor és sokféleképp „feltalálták”, hiszen az ötlet maga, hogy ehető cukorkát pálcikára ragasztva fogyasszanak, rendkívül egyszerű. A 20. században több amerikai gyártó is magának követelte a modern nyalóka feltalálását, és az Amerikában ismert lollipop elnevezést 1931-ben le is védették, bár maga a szó az 1700-as évekre vezethető vissza.